# 江明惇
江明惇（1938年—），男，浙江奉化人，中国民间音乐学家，曾任上海音乐学院党委书记、院长，上海市文学艺术界联合会副主席，上海市民间文艺家协会主席，中国民间文艺家协会副主席。